# 新潟県道264号豊栄天王線

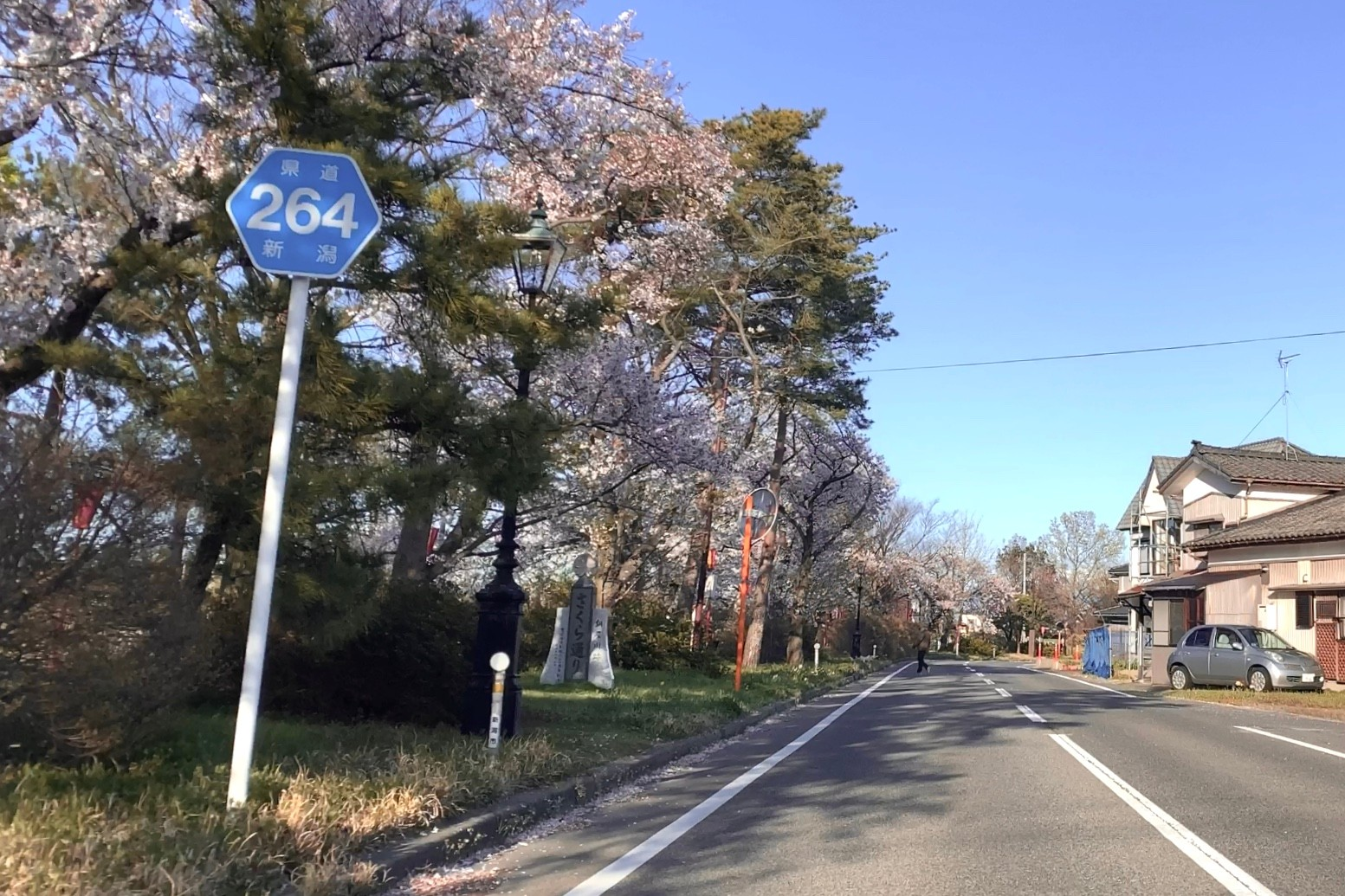
銅屋川跡「さくら通り」（葛塚東部緑道）

新潟県道264号豊栄天王線（にいがたけんどう264ごう とよさかてんのうせん）は、新潟県新潟市北区から新発田市に至る一般県道である。

## 概要

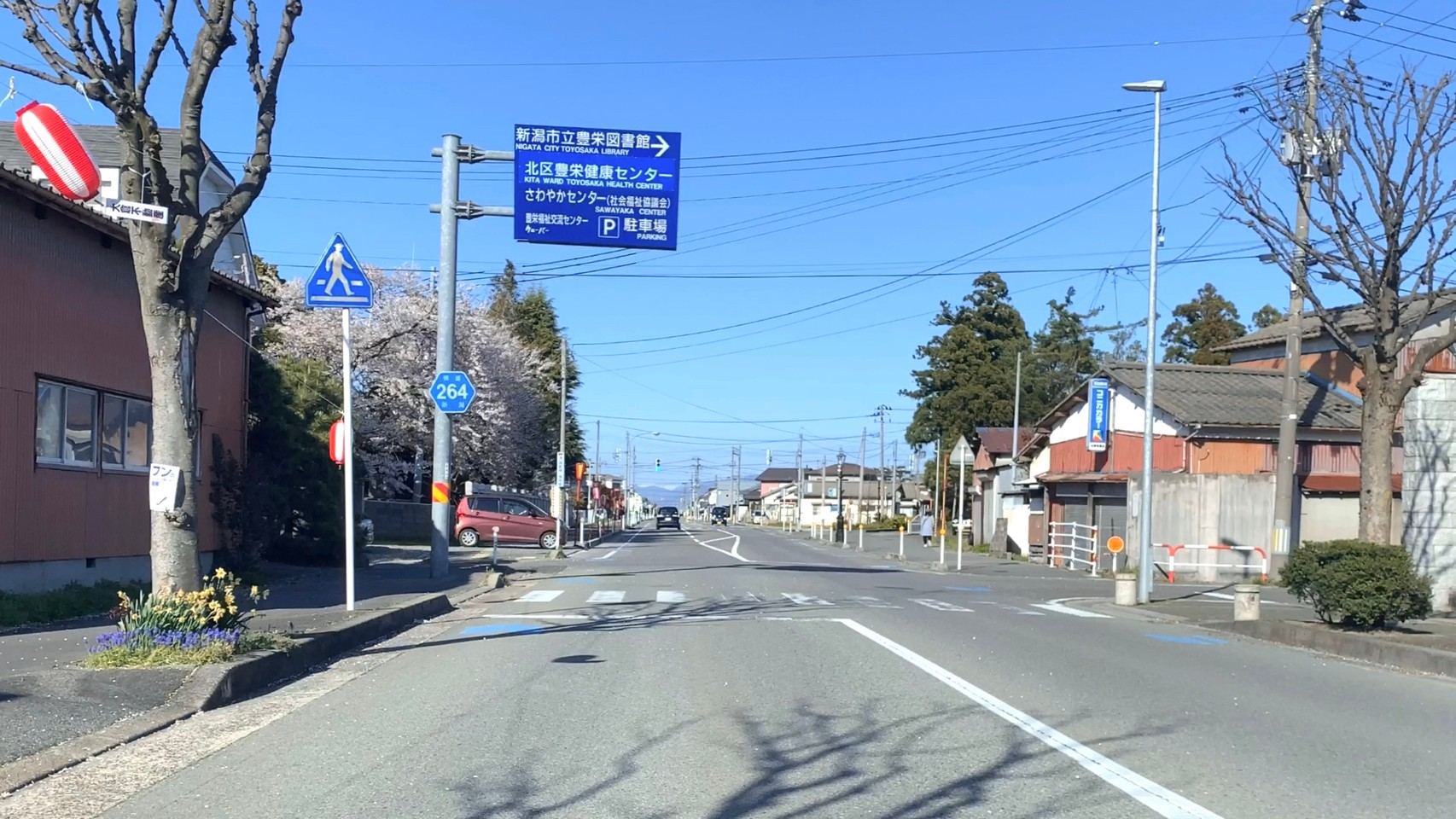
豊栄図書館付近

新潟市豊栄地区中心部の葛塚下町交差点（豊栄図書館角）から新発田市豊浦地区天王の国道460号へ至る。
旧銅屋川跡の「さくら通り」や福島潟北側の「福島潟公園」などを経由している。
また、県道46号（新潟中央環状線）の新設区間（前新田バイパス）が供用するまでは、国道7号新新バイパスの豊栄ICや、日本海東北自動車道の豊栄新潟東港ICから月岡温泉方面への最寄ルートとしても利用されていた。生活道路としても、豊栄地区中心部から新発田市街南東部へは、この県道264号を経由するルートが比較的所要時間が短くて済むため、抜け道として使用される事がある。
2005年ごろまでは、新発田市鳥穴地内（県道392号との丁字路交差点）で進路を変化していたが、嵩上げ・拡幅・線形改良工事が行われ、月岡温泉方面へ進路を変化する事が無くなった。

### 路線データ
- 陸上距離：
- 起点：新潟市北区葛塚
- 終点：新発田市天王字五反割

## 地理

### 通過する自治体
- 新潟県
新潟市（北区）- 新発田市

### 交差する道路
- 新潟市北区

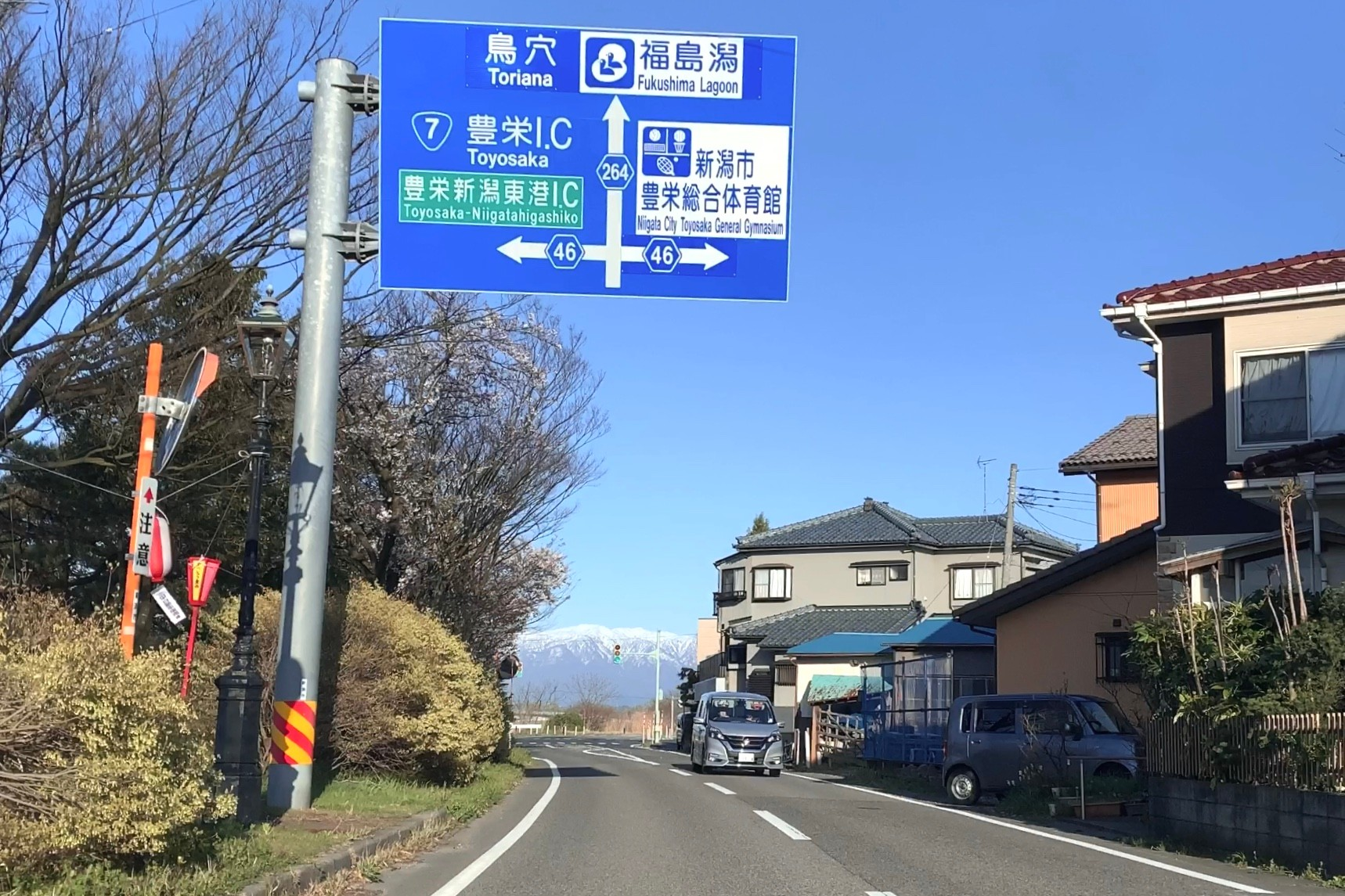
新潟県道46号新潟中央環状線との交差点（2020年4月）

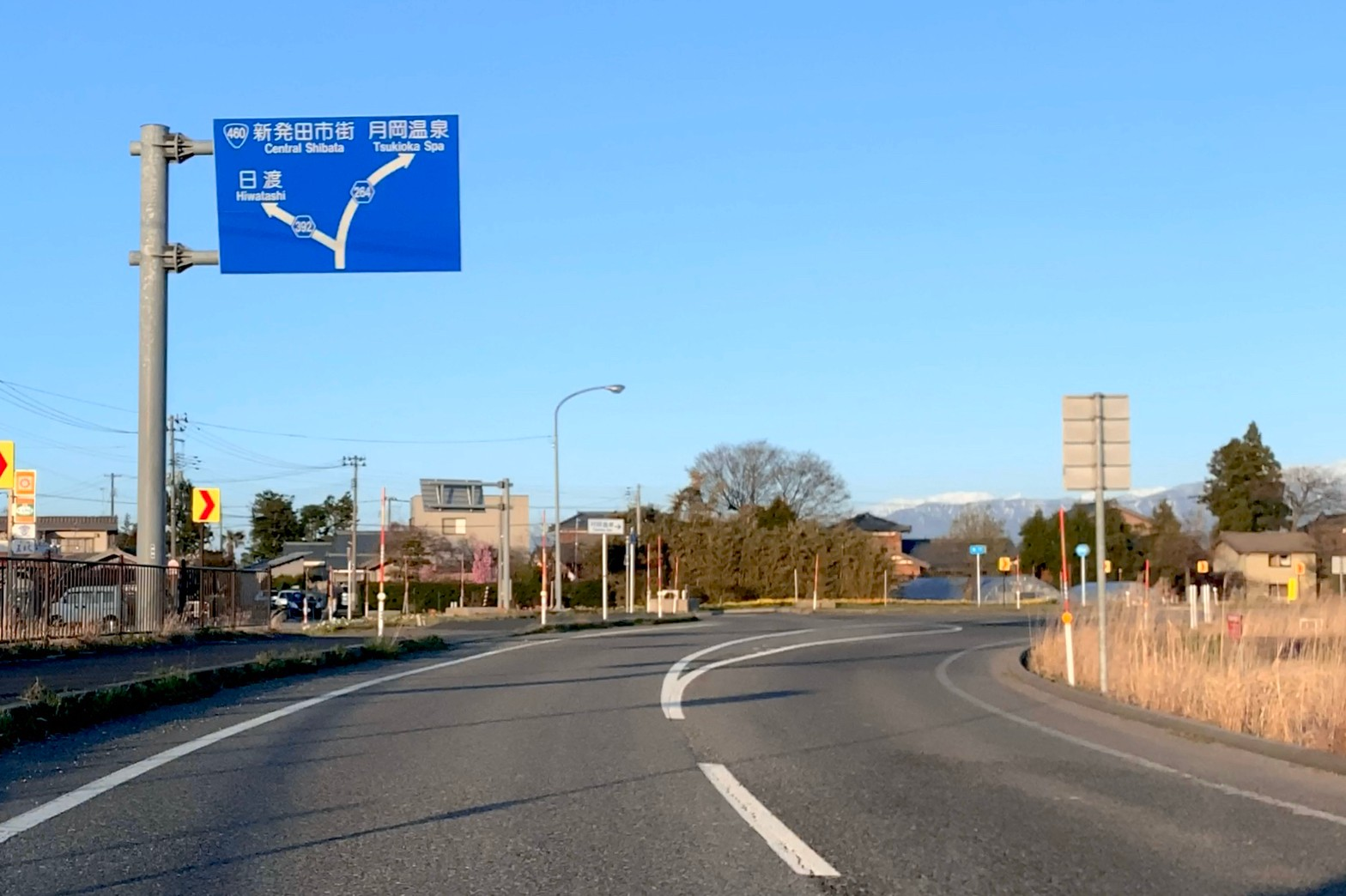
新発田市鳥穴付近（2020年4月）

  - 新潟県道55号新潟五泉間瀬線（葛塚下町交差点）
  - 新潟県道46号新潟中央環状線（福島潟入口交差点）
- 新発田市
  - 新潟県道392号鳥穴日渡線（鳥穴）
  - 国道460号（天王）